# Чистерна д'Асти
Чистерна д'Асти (итал. Cisterna d'Asti) је насеље у Италији у округу Асти, региону Пијемонт.
Према процени из 2011. у насељу је живело 657 становника. Насеље се налази на надморској висини од 307 м.

## Становништво
Према резултатима пописа становништва 2011. у општини је живело 1.286 становника.
| 1936. | 1951. | 1961. | 1971. | 1981. | 1991. | 2001. | 2011. |
| ----- | ----- | ----- | ----- | ----- | ----- | ----- | ----- |
| 2.228 | 1.808 | 1.326 | 1.272 | 1.245 | 1.206 | 1.241 | 1.286 |